# Tunnel Huguenot

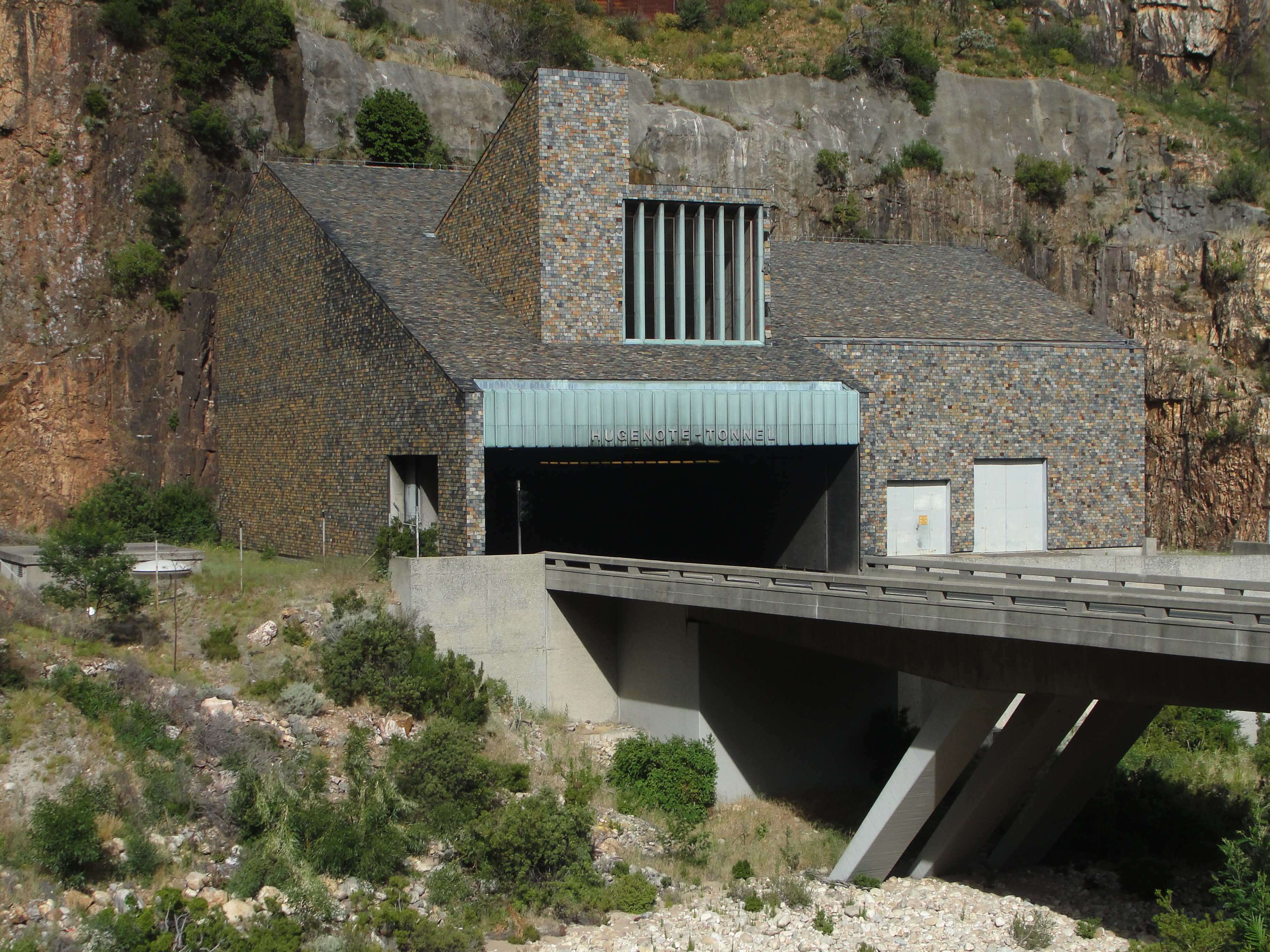
L'entrée nord du tunnel Huguenot

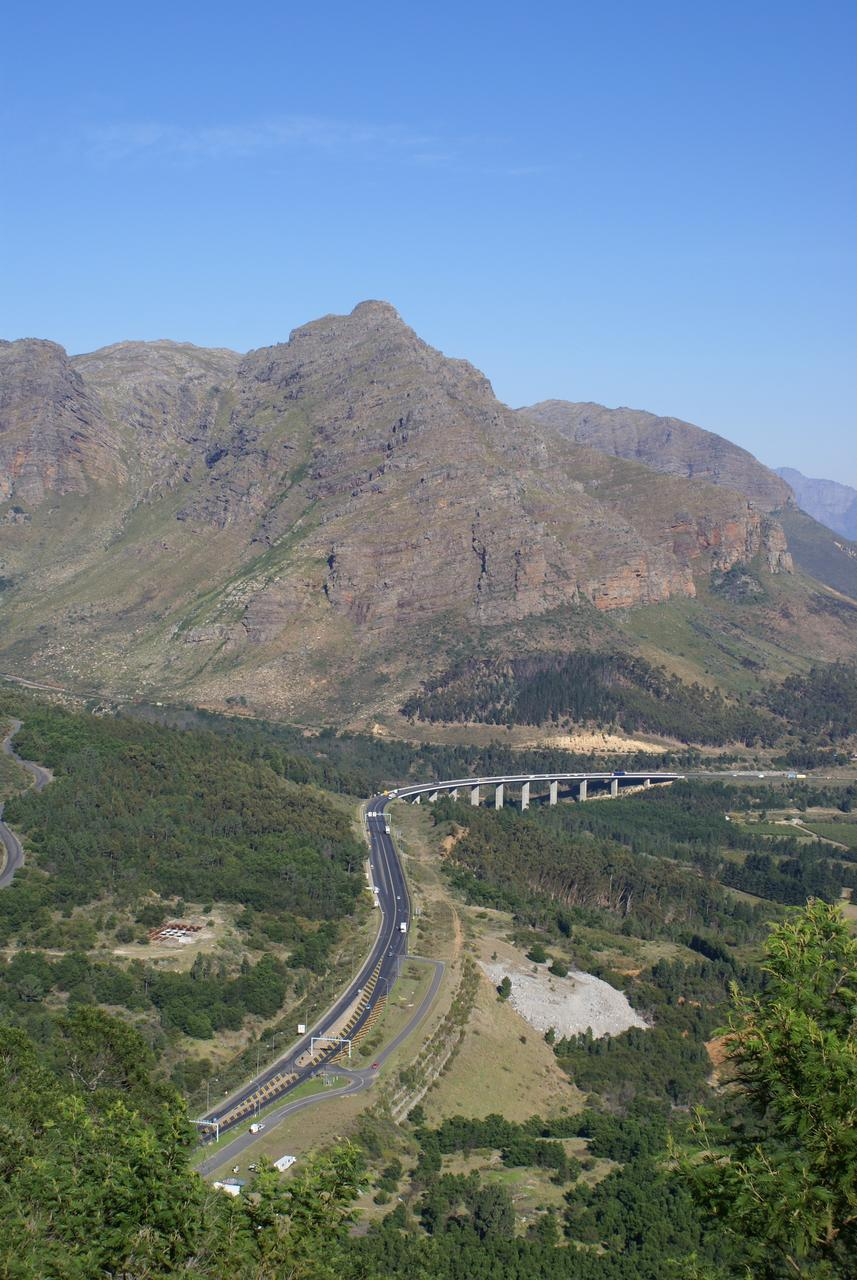
Vue de la nouvelle route du tunnel Huguenot

Le tunnel Huguenot est un tunnel à péage près de la ville du Cap en Afrique du Sud. Il permet le passage de la route nationale N1 sous les Du Toitskloof Mountains qui séparent Paarl de Worcester, par une route qui est désormais plus sécurisée, plus rapide (entre 15 et 26 minutes) et plus courte (environ 11 km) que le passage par l'ancien Du Toitskloof Pass gravissant la montagne.
Les études géologiques et les projets furent lancés en 1973, et le creusement débuta en 1984, le percement étant lancé par les deux extrémités par forage et par dynamitage. Les deux têtes se rejoignirent avec une erreur qui ne dépassa pas 3 mm sur la longueur de 3,9 km. Le tunnel fut finalement ouvert le 18 mars 1988.
Actuellement, le tunnel exploite deux bandes de circulation, une dans chaque sens. Il existe un projet de percer un second tunnel vers le nord, afin d'absorber l'augmentation progressive du trafic. Ce qui devrait permettre une circulation sur deux bandes dans chaque direction, chacune empruntant un tunnel,.
En 2002, le trafic maximum fut enregistré à Pâques (record le 26 avril, avec 18 200 véhicules) et pendant les vacances scolaires de décembre (12 000 véhicules par jour).
Le tunnel est géré et entretenu par Tolcon, une filiale de l'entreprise de construction Murray & Roberts.
Le tunnel fut construit par Hochtief Construction AG et Concor Holdings.
Les montants du péage le 7 mars 2013 étaient les suivants (en rands sud-africains) :
- Light Vehicles (« véhicules légers ») : R 29.00 ;
- 2-axle heavy vehicles (« véhicules lourds deux essieux ») : R 79.00 ;
- 3 and 4-axle heavy vehicles (« véhicules lourds 3 ou 4 essieux ») : R 124.00 ;
- 5 and more-axle heavy vehicles (« véhicules lourds 5 ou davantage d'essieux ») : R 201.00.

Le tunnel dispose de 13 caméras alimentant un système automatique de détection d'accidents. Celui-ci permet le déclenchement pour les incidents suivants :
- véhicules à l'arrêt ;
- circulation saccadée ;
- embouteillages ;
- circulation à contresens.